# سیارک ۱۳۱۱۴
سیارک ۱۳۱۱۴ (به انگلیسی: 13114 Isabelgodin، نامگذاری:1993SU4) سیزده هزار و صد و چهاردهمین سیارک کشف شده‌است که در ۱۹ سپتامبر ۱۹۹۳ کشف شد.
قدر مطلق سیارک برابر ۲۵.۷ است.